# Turgore cellulare
Il turgore cellulare è la pressione esercitata dal contenuto di una cellula vegetale, fungina o batterica che spinge la membrana plasmatica contro la parete cellulare. Viene anche chiamata pressione idrostatica ed è definita, in modo più complesso, come la forza che un fluido in quiete esercita sull'unità di superficie con cui è a contatto.
Questa pressione è generalmente determinata dal contenuto d'acqua del vacuolo, in base alla pressione osmotica. Cellule turgide contengono più acqua di quelle flaccide ed esercitano una maggiore pressione osmotica sulle proprie pareti cellulari.
Il turgore cellulare si osserva anche in quei protisti dotati di pareti cellulari.

## Meccanismo

Comportamento della cellula vegetale in ambiente ipertonico, isotonico e ipotonico

Quando una cellula si trova in un ambiente ipotonico, l'acqua passa attraverso i pori della membrana cellulare fino all'interno della cellula, che quindi si rigonfia per osmosi. Nelle cellule vegetali quando l'acqua penetra, il vacuolo centrale si riempie e si gonfia, comunque la presenza della parete cellulare evita che la cellula possa esplodere e questo fa sì che si crei una pressione su di essa esercitata dal contenuto acquoso della cellula. Questo fa sì che la cellula sia stimolata a ingrandirsi.
La pressione di ogni parete cellulare nei confronti di quelle vicine crea la rigidità che consente alle parti non lignificate delle piante di rimanere erette (portamento antigravitazionale).